# Катарский дипломатический кризис

Катар
Страны, разорвавшие дипломатические отношения с Катаром
Страны, понизившие уровень дипломатических отношений с Катаром или отозвавшие посла

Дипломатический кризис в Катаре стал громким инцидентом, связанным с ухудшением отношений между Катаром и Лигой арабских государств в период с 2017 по 2021 год. Он начался, когда Саудовская Аравия, Объединенные Арабские Эмираты, Бахрейн и Египет разорвали двусторонние отношения с Катаром и впоследствии запретили их. 
Зарегистрированным в Катаре самолётам и катарским кораблям запретили использовать свою суверенную территорию по воздуху, суше и морю; это повлекло за собой закрытие саудовцами единственного сухопутного перехода Катара, что положило начало фактической блокаде страны. 
Напряженность между двумя сторонами прекратилась в январе 2021 года после соглашения между саудитами и Катаром.
Коалиция, возглавляемая Саудовской Аравией, назвала предполагаемую поддержку терроризма Катаром основной причиной своих действий, заявив, что Катар нарушил соглашение 2014 года с членами Совета сотрудничества стран Персидского залива (ССЗ), членом которого является Катар. Саудовская Аравия и другие страны раскритиковали «Аль-Джазиру» и отношения Катара с Ираном. Катар пояснил, что он оказывал помощь некоторым оппозиционным группам, включая исламистские группы (такие как «Братья-мусульмане»), но последовательно отрицал помощь группам боевиков, связанным с «Аль-Каидой» или Исламским государством Ирака и Леванта (ИГИЛ). Катар также подчеркнул, что он уже давно помогает Соединенным Штатам в войне с террором, особенно через базирующуюся в Катаре американскую военную базу Аль-Удейд, а также продолжающуюся военную интервенцию против ИГИЛ.
На следующий день после начала кризиса к коалиции, возглавляемой Саудовской Аравией, присоединилась Иордания, а затем её поддержали Мальдивы, Мавритания, Сенегал, Джибути, Коморские Острова и базирующееся в Тобруке правительство Ливии в разрыве отношений с Катаром и закрытии соглашения. сухопутные маршруты страны для импорта продуктов питания. Требования против Катара включали сокращение дипломатических отношений с Ираном, прекращение военной координации с Турцией и закрытие Аль-Джазиры; Катар отказался согласиться с какими-либо требованиями коалиции, возглавляемой Саудовской Аравией. Первоначальные перебои в поставках были сведены к минимуму за счет дополнительного импорта из Ирана, с которым Катар восстановил полные дипломатические отношения в августе 2017 года, и Турции.
4 января 2021 года Катар и Саудовская Аравия договорились об урегулировании кризиса при посредничестве Кувейта и США, в которых говорилось, что Саудовская Аравия вновь откроет границу с Катаром и начнет процесс примирения. Соглашение и итоговое коммюнике, подписанные 5 января 2021 года по итогам саммита Персидского залива в Аль-Уле, знаменуют собой разрешение кризиса. По словам преподавателя Оксфорда Сэмюэля Рамани в статье, опубликованной в журнале Foreign Policy, кризис оказался неудачным для Саудовской Аравии, ОАЭ, Бахрейна и Египта, поскольку Катар установил более тесные связи с Ираном и Турцией, стал экономически и военным сильнее и более автономным.

## Начало
Катар, Бахрейн, Саудовская Аравия и Объединённые Арабские Эмираты входят в Совет сотрудничества арабских государств Персидского залива — региональный экономический и политический союз.
Катарское информационное агентство «Аль-Джазира» утверждает, что истинной причиной конфликта стала хакерская атака и взлом сайта государственного Катарского информационного агентства (QNA) в мае 2017 года (предположительно), с публикацией заявлений в поддержку Ирана и ХАМАС, якобы от лица правящего эмира Тамим бин Хамад Аль Тани.
Официальная Доха назвала вызвавшее международный скандал видео фальшивкой, не пояснив, однако, её происхождение. Тем не менее, информационные агентства успели распространить его как подлинное.
3 июня 2017 был также взломан твиттер министра иностранных дел Бахрейна Халид бин Ахмед Аль-Халифа.
Эти события дали повод к новому разрыву дипломатических отношений, 5 июня 2017 года, между Саудовской Аравией, ОАЭ, Йеменом, Египтом, Бахрейном, а также Мальдивами и одним из правительств Ливии с одной стороны и Катаром — с другой.
В дополнение к экономическим санкциям Катар был исключён из рядов Исламской военной коалиции; кроме того, было аннулировано участие Катара в операции в Йемене «в связи с поддержкой терроризма в регионе».
Соседние страны, кроме того, ввели блокаду полуострова (они же ранее кратковременно отсылали дипломатов в 2014 году).
При этом Турция не только не присоединилась к странам-участникам бойкота, но и осудила их. США также не стали причислять Катар к списку стран—спонсоров терроризма.

## Развитие конфликта

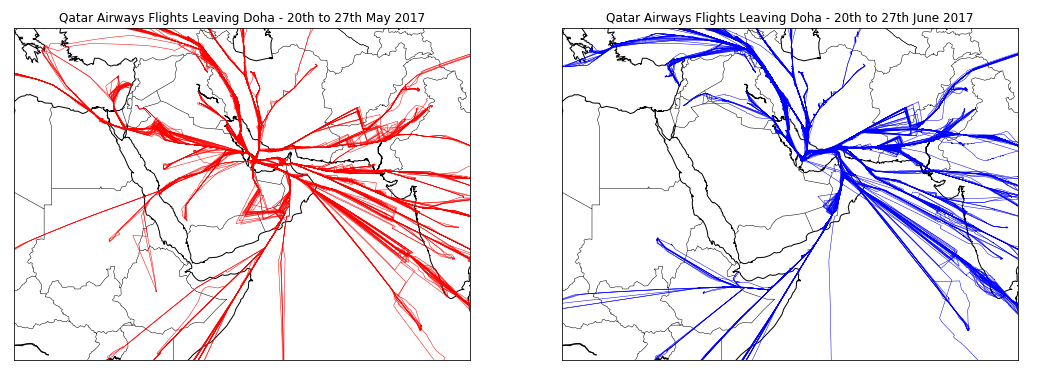
Карты маршрутов авиакомпании Qatar Airways из Дохи до и после блокады на основе данных с Flightradar24

Авиакомпании Gulf Air, EgyptAir, Emirates, Flydubai, Air Arabia, Saudi Arabian Airlines и Etihad Airways приостановили рейсы в Катар и из Катара.
Министерство иностранных дел Бахрейна в своём заявлении сообщило, что все катарские дипломаты в Бахрейне должны покинуть страну в течение 48 часов.
Все перечисленные страны обязали своих граждан покинуть Катар. Три государства Персидского залива (Саудовская Аравия, ОАЭ, Бахрейн) дали гостям из Катара две недели на сборы. Через несколько дней после начала блокады Саудовская Аравия и её союзники несколько смягчили блокаду и разрешили авиакомпаниям третьих стран использовать свое воздушное пространство для полётов в Катар.
Министерство иностранных дел Катара заявило, что решение стран Персидского залива о разрыве отношений «является необоснованным и основано на ложных и безосновательных утверждениях. Цель ясна, и она заключается в установлении контроля над государством. Это само по себе является нарушением его (Катара) суверенитета, как государства. Кампания подстрекательства основана на лжи, достигшей степени полного измышления». Таким образом, Катар считает неприемлемыми и невыполнимыми требования, выдвинутые арабскими странами для отмены блокады.
23 июня правительству Катара был передан через эмира Кувейта список требований из 13 пунктов, среди которых выделяются следующие:
- закрытие телеканала Аль-Джазира,
- прекращение дипотношений с Ираном,
- прекращение военного сотрудничества с Турцией и ликвидация турецкой военной базы[уточнить] в стране.

В качестве мер по снижению террористической угрозы эмирату предписывается прекратить натурализацию граждан Саудовской Аравии, ОАЭ, Бахрейна и Египта, а также выдать всех разыскиваемых ими преступников, которые скрываются в Катаре. Помимо этого, Катару необходимо будет выплатить арабским странам, выдвинувшим данные требования, денежную компенсацию. На выполнение всех условий эмирату отводится 10 дней.
28 июня глава МИД Катара заявил, что Доха готова к переговорам по требованиям арабских стран, если они будут подкреплены доказательствами.
4(3?) июля, по истечении срока ультиматума, выдвинутого Катару, государственный министр по делам кабинета и министр информации Кувейта шейх Мухаммед Абдалла аль-Мубарак ас-Сабах передал официальный ответ Катара на эти требования главе МИД Саудовской Аравии Аделю аль-Джубейру. Означенные 13 условий в Дохе назвали невыполнимыми и нереалистичными. Министры иностранных дел четырёх арабских государств — Саудовской Аравии, ОАЭ, Бахрейна и Египта — «выразили сожаление в связи с отрицательным ответом, поступившим от Катара, который свидетельствует о пренебрежении и несерьёзном подходе к проблеме», — говорится в документе, который зачитал глава МИД Египта Самех Шукри по окончании консультаций «арабской четвёрки» в Каире. В свою очередь, министр иностранных дел Саудовской Аравии Адель аль-Джубейр заявил, что «бойкот в отношении Катара продолжится, пока Доха не изменит свою политику».
15 июля пять арабских государств (Саудовская Аравия, Мавритания, ОАЭ, Бахрейн и Египет), а также режим Хади, контролирующий часть Йемена, потребовали от Международной федерации футбола перенести Чемпионат мира по футболу 2022 года из Катара. Они считают, что Катар является «сторонником терроризма» и не готов обеспечить безопасность болельщиков, которые приедут на турнир. Эти страны в случае игнорирования их требований готовы бойкотировать чемпионат.
9 сентября Саудовская Аравия приостановила любой диалог с Катаром, обвинив страну в «искажении фактов», сразу после телефонного разговора между лидерами обеих стран о разрешении кризиса в Персидском заливе.
Октябрь 2017 — Бахрейн призвал заморозить членство Катара в Совете сотрудничества арабских государств Персидского залива (ССАГПЗ).
2020: Саудовская Аравия и Катар близки к завершению длящегося 3,5 года конфликта.
В начале января 2021 арабские страны объявили о снятии дипломатической блокады Катара: участники саммита Совета сотрудничества арабских государств Персидского залива (ССАГПЗ) подписали соглашение о примирении с Катаром, открыв границы.

## Экономические последствия бойкота
Почти 80 % продовольствия поступает в страну через территорию Саудовской Аравии, а Катар не имеет собственного сельского хозяйства, поэтому объявление о торговой блокаде сразу же вызвало небывалый ажиотаж на рынках. Цены на нефть резко упали. Грузовики с товарами застряли на пограничных переходах. Полки большинства продуктовых магазинов быстро опустели, так как жители Катара немедленно поспешили сделать запасы.

Представители Ирана заявили о готовности снабжать катарцев едой.
Сообщается, что, несмотря на то, что курс катарского риала привязан к доллару США, данный курс «рухнул до минимума 2009 года», то есть снизился на 0,1 % (3,647 против 3,64 риала за доллар).
В честь этого события в Дохе установлен памятник  - Арка 5/6 (5/6 Arch) 